# Carolina Casas Laborde (Sofía)
Carolina Simona Casas Laborde (Buenos Aires, 1845 - La Plata, 3 de junio de 1912) fue una educadora, periodista y librepensadora argentina que con el seudónimo “Sofía” colaboró para distintos periódicos y revistas liberales.  

## Biografía
Nació en Buenos Aires en el año 1845. Era hija de los españoles, José Casas y Úrsula Laborde, quienes la habían educado según el antiguo régimen católico apostólico romano.
Se casó en primeras nupcias en 1861 con el maestro español Francisco Ribot, con quien tuvo dos hijos: León y Francisco Ribot. Su esposo era el subpreceptor de la Escuela N.º 1 de Luján, en la cual ella impartía clases a las niñas, viviendo ambos en una casa en los terrenos del establecimiento.
En 1871 enviuda y el inspector general de escuelas Enrique M. de Santa Olalla, le propone matrimonio. Se mudan en 1873 a la localidad de San José de Flores (actual barrio de Flores), en donde establecieron en su propio domicilio un Liceo femenino de enseñanza secundaria.
Su esposo fue quien la incentivó a ingresar al mundo del periodismo, bajo el seudónimo Sofía. Participó en múltiples publicaciones argentinas y extranjeras redactando artículos de opinión sobre teología, filosofía e historia.
En Buenos Aires integró honoríficamente la logia masónica 8 de Marzo, junto a las intelectuales Maipina de la Barra, Margarita Práxedes Muñoz y Cecilia Sánchez de Mavillard.

## Actuación en la ciudad de La Plata
Llegó a la capital de la provincia de Buenos Aires en 1884. Es considerada la primera feminista de La Plata, por su trabajo desde la prensa y las conferencias que impartía a favor del sexo femenino. 
En 1888 participó de la asociación de mujeres Hermanas de los Pobres, la cual pretendía competir con las obras de caridad de la asociación religiosa Hijas de la Caridad. Ese mismo año inaugura en su domicilio de calle 14 y 55 el Liceo de La Plata para la enseñanza secundaria de señoritas. 
Fue la primera vecina de La Plata en asistir a un congreso internacional de libre pensamiento, cuando asistió con su esposo al congreso de París de 1889. Integró la logia Porvenir, convirtiéndose en la primera mujer platense en dirigir un taller masónico. Desde allí editó la revista La Tolosana dirigida a la clase obrera y el libro Respuestas a los Cuestionarios de Exámenes de los Tres Grados Simbólicos.
En 1896, junto a otros librepensadores integró la asociación La Liga Liberal, la cual era dirigida por el abogado Luis Ricardo Fors. En la primera década del siglo XX, participó en el Comité Mixto del Librepensamiento y realizó colaboraciones para la revista Nosotras. 
Falleció en la ciudad de La Plata el 3 de junio de 1912, tres años más tarde que su esposo.

## Colaboración en la prensa delsigloXIX

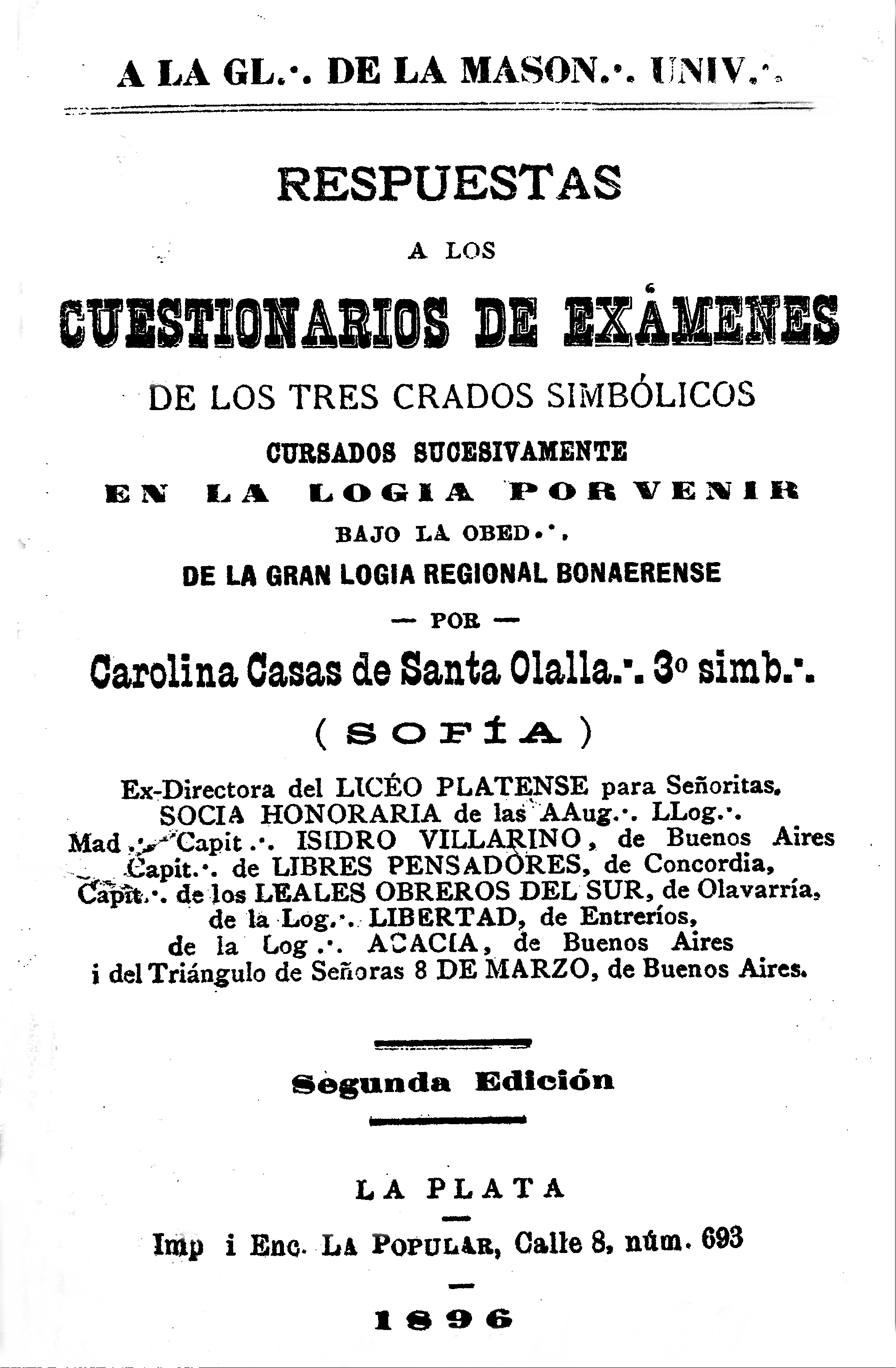
Tapa de la obra de Carolina Casas editada en La Plata en 1896. Biblioteca Nacional de Uruguay.

- Las Dominicales del Libre Pensamiento de Madrid.
- La Libertad de Montevideo.
- El Intransigente de Montevideo.
- La Conciencia Libre de Paysandú.
- El Fascio Masónico de Buenos Aires.
- El Oriente de Buenos Aires.
- Revista Masónica de Buenos Aires.
- Regeneración de Buenos Aires.
- El Argentino Masónico de La Plata.
- La Liga Liberal de La Plata.
- La Tolosana de La Plata.
- Nosotras de La Plata (siglo XX).